# Billing and Settlement Plan

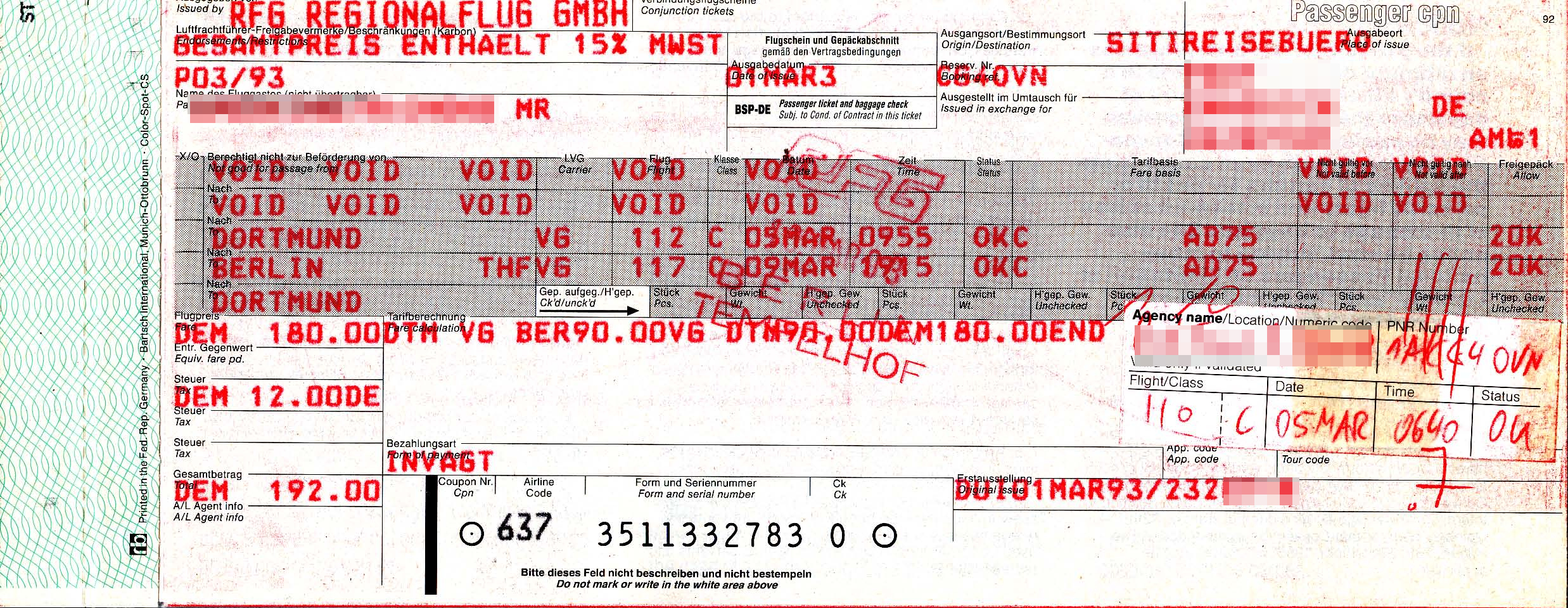
Flugticket der RFG Regionalflug, ausgestellt 1993 über das START-AMADEUS-System, abgerechnet über den BSP Deutschland

Der Billing and Settlement Plan (BSP) ist das weltweit am weitesten verbreitete System zur einfachen Abwicklung der Ticketverkäufe von Fluggesellschaften. Die zugelassenen Verkaufsagenten der IATA (accredited agents) drucken die Flugscheine auf Blanko-Dokumenten, welche sie vom BSP zur Verfügung gestellt bekommen. Die Verkaufsdaten werden durch das jeweilige Computerreservierungssystem (CRS) direkt an den BSP weitergeleitet, der wiederum sämtliche Verkäufe an die Fluggesellschaften meldet.
Die Vorteile dieses Systems liegen in der Vereinfachung der Abläufe: Es gibt keine separaten Transaktionen zwischen Reisebüro und Fluggesellschaft, sondern eine Gesamtzahlung. 
Der BSP ist in 183 Ländern bzw. Regionen und bei ca. 400 Fluggesellschaften tätig.